# Antonio García Gutiérrez
Antonio García Gutiérrez (Chiclana de la Frontera, 5 luglio 1813 – Madrid, 6 agosto 1884) è stato un drammaturgo spagnolo.

## Biografia
Dopo avere studiato medicina nella città natale, García Gutiérrez si trasferì a Madrid nel 1833, dove sbarcava il lunario traducendo commedie di Eugène Scribe e Alexandre Dumas. Non ottenendo successo, era sul punto di arruolarsi, quando divenne improvvisamente famoso come autore di una commedia, El trovador (Il trovatore), rappresentata per la prima volta il 1º marzo 1836, che narra la lotta tra due uomini ignari di essere fratelli, Manrico e il Conte di Luna, per la stessa donna, Leonora. Il secondo grande successo fu Simón Bocanegra del 1843.
Pur essendo stato riconosciuto come uno dei più importanti esponenti del romanticismo spagnolo, i suoi lavori non ebbero un immediato riscontro economico, e García Gutiérrez emigrò in America, lavorando come giornalista a Cuba e in Messico fino al 1850, quando tornò in patria.
Dopo il 1850 García Gutiérrez divenne celebre in tutta Europa, grazie all'opera di Giuseppe Verdi Il trovatore (1853), tratta da El trovador. Più tardi lo stesso Verdi utilizzò Simón Bocanegra per l'opera omonima del 1857.
Tra i lavori più significativi dell'ultimo periodo la zarzuela El grumete (1853), e i drammi storici La venganza catalana (1864) e Juan Lorenzo (1865). Altri drammi storici furono El tesorero del rey, Un duelo a muerte (adattamento molto personale di un dramma di Lessing ambientato a Firenze all'epoca di Cosimo II de' Medici), Doña Urraca de Castilla, Zaida, Afectos de odio y amor, Las bodas de doña Sancha, El bastardo, El paje, De un apuro otro mayor.
Fu anche autore di drammi a tema, come Sendas opuestas, in cui si cerca di dimostrare che tanto l'eccesso di rigore che la sua mancanza producono effetti disastrosi sull'educazione dei giovani; Los desposorios de Inés, contro i matrimoni forzati; Eclipse parcial, contro il divorzio; Un grano de arena, Los millonarios e El caballero de industria, che ribadiscono lo stesso concetto: il truffatore finisce per essere vittima della sua stessa truffa.
Scrisse anche numerose commedie, tra cui Crisálida y mariposa (1872), una commedia degli equivoci sugli amori un giovane, e zarzuelas, come El robo de las Sabinas, La tabernera de Londres, La espada de Bernardo, El grumete, El capitán negrero, Cegar por ver, Galán de noche, La cacería real (ambientata all'epoca di Filippo V, in cui un contadino dà lezioni di patriottismo allo stesso re) e Llamada y tropa (in cui una ragazza convoca alla stessa ora i suoi quattro pretendenti per sceglierne uno e finisce col perderli tutti). Da ricordare anche la farsa picaresca Los hijos del Tío Tronera, scritta imitando la parlata andalusa.
Tra i melodrammi Nobleza obliga, Empeños de una venganza, Gabriel, Magdalena (sul tema della donna sedotta e abbandonata) e Un cuento de niños.
Come poeta produsse le Poesías (1840) e un altro volume di liriche, Luz y tinieblas (1842). Da ricordare inoltre il poema ¡Abajo los Borbones! del 1868, composto in occasione della rivoluzione di quell'anno, che divenne molto popolare.
La verseggiatura delle opere teatrali, e la sua capacità di analisi dei sentimenti femminili, hanno conferito a García Gutiérrez una posizione dominante tra i drammaturghi spagnoli del XIX secolo. Tra i temi cari a García Gutiérrez vi era quello della rivoluzione: affrontato marginalmente in El rey monje (1839) e El encubierto de Valencia (1840), assume particolare risalto in Simón Bocanegra, in cui un pirata sale al governo nella Genova del XIV secolo ma poi deve confrontarsi con i limiti del potere e l'egoismo, e soprattutto in Juan Lorenzo, ambientato al tempo di una rivolta spagnola all'inizio del XVI secolo, il cui protagonista si ribella alla nobiltà ma viene tradito dai suoi compagni e soccombe.
García Gutiérrez ottenne numerose onorificenze e divenne direttore del museo archeologico di Madrid, città dove morì.